# Усыпление

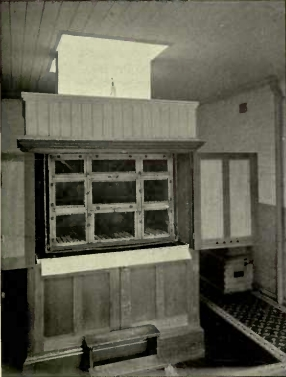
Газовая камера в кошачьем приюте, Лондон. Здесь усыплялось около 300 кошек в неделю. Фотография 1903 года

Усыпле́ние живо́тных, или эвтана́зия живо́тных — безболезненное убийство животного.
В животноводстве также применяется вынужденный забой (или вынужденный убой) при возникновении высококонтагиозных, например, сибирская язва, или низкоконтагиозных, но смертельных инфекций, таких, как бешенство, а также при неоперабельных переломах позвоночника, при отравлении чем-либо, внутренних неоперабельных повреждениях, обширных ожогах с потерей кожного покрова и невозможности восстановления, в случаях невозможности быстрой помощи ветеринарного врача. Также, процедура может применяться к агрессивным животным.

## Применение
В Соединённых Штатах Америки и некоторых других странах применяется медикаментозная эвтаназия. Использование для усыпления животных лекарственных средств считается наиболее гуманным методом умерщвления. В то же время в определённых ситуациях допустимыми признаются и другие способы. Так, для усыпления экспериментальных животных в лабораторных условиях могут использоваться такие методы, как декапитация, воздушная эмболия, цервикальная дислокация (для мелких животных, мышей, лягушек, кроликов и т. д.) или электрический ток (для крупных животных). Вместе с тем отмечается, что оптимальным методом усыпления лабораторных животных является передозировка наркоза путём введения анестетика в летальной дозе, которая втрое превышает стандартную наркотическую дозу.
Способ эвтаназии домашних животных посредством введения летальной дозы анестетиков применяется в частных и государственных ветеринарных клиниках в ряде стран мира. Этот метод распространен и на территории Российской Федерации. Однако нередко эвтаназия осуществляется посредством других лекарственных средств, которые при неправильном использовании могут приводить к излишним страданиям усыпляемого животного. К таким средствам в частности относятся препараты группы миорелаксантов, например, дитилин или получивший широкое распространение в Европе Т-61. Несмотря на то, что препарат Т-61 является комплексным, его применение без предварительного погружения в наркоз вызывает протесты зоозащитных организаций и ряда ветеринарных врачей, утверждающих, что это вызывает неоправданные страдания животных.
Исследование, проведенное в 2007 году в 31 европейской стране, показало, что в большинстве государств для усыпления безнадзорных животных применяются барбитураты или Т-61. В России в различных клиниках могут применяться разные средства (включая мышечные релаксанты и барбитураты), в том числе в разнообразных комбинациях. В частности, используются такие препараты, как лидокаин, сульфат магния, дитилин, листенон. Эти средства можно применять только в комплексе с предварительным погружением животного в состояние наркоза. Также применяются такие препараты, как пентобарбитал натрия, гексенал, фенобарбитал, золетил, ксилазин, пропофол и другие.

## Правила
При проведении эвтаназии врач обязан констатировать клиническую смерть через 5, 10 и 15 минут.
В настоящее время в России не существует законодательного акта, определяющего порядок применения эвтаназии домашних животных на территории страны. Усыпление здоровых животных в России запрещено. Вопросам усыпления животных было уделено особое внимание в законопроекте «О защите животных от жестокого обращения», который был принят Государственной Думой и одобрен Советом Федерации, однако так и не вступил в силу ввиду неподписания его Президентом России. В этом законопроекте определяется порядок процедуры умерщвления домашних и безнадзорных животных, а также животных, используемых в экспериментальных целях. В частности, в статье 10 отмечается, что усыпление лабораторных животных должно производиться методом передозировки анестезирующих средств.
На территории ряда европейских стран действует Европейская конвенция по защите домашних животных № 125 от 13.11.87 г. В настоящее время она подписана и ратифицирована 23 государствами. Данная Конвенция определяет в том числе и правила эвтаназии домашних животных, которые регламентируются в статье 11. Согласно данной статье, усыплять животных имеют право только ветеринар либо другое компетентное лицо. Исключения позволительны только в случае чрезвычайных ситуаций, при необходимости положить конец страданиям животного. Выбранный способ усыпления (за исключением экстремальных ситуаций) должен:
а) вызывать немедленную потерю сознания и смерть, либо
б) начинаться с погружения в глубокий наркоз, за которым неизбежно последует этап, приводящий к смерти. Ответственный за эвтаназию обязательно должен убедиться в смерти животного перед ликвидацией тела.
Запрещаются следующие методы эвтаназии:
а) утопление и прочие методы удушения (при несоблюдении условий параграфа 1б);
б) использование ядовитых веществ в дозах, применение которых не способно обеспечить указанного в параграфе 1 эффекта;
в) использование электротока (если этому не сопутствует мгновенная потеря сознания).
В ряде стран, подписавших Европейскую конвенцию, местное законодательство может повторять или дополнять её положения. Так, Украиной Конвенция была ратифицирована 18 сентября 2013 года. Однако ещё 7 сентября 2010 года согласно приказу Государственного комитета ветеринарной медицины Украины были приняты Методические указания по проведению эвтаназии животных. В этих Методических указаниях в частности отмечается, что необходимо обязательно осуществлять премедикацию или использовать лекарственные средства в комбинации с анестетиками. Метод эвтаназии обязательно должен вызывать потерю сознания путём погружения в глубокий наркоз, а затем вызывать смерть посредством остановки сердца или прекращения работы центра дыхания. Таким образом, в этих рекомендациях определены более жёсткие по сравнению с Европейской конвенцией требования к гуманности выполнения эвтаназии.

## Позиция зоозащитных организаций
Национальная ассоциация по контролю над животными США, а также «Общество защиты животных Соединённых Штатов» (HSUS) рекомендуют использование пентобарбитала натрия путём внутривенной инъекции в качестве средства для усыпления животных в приютах, как наиболее гуманный из существующих методов эвтаназии. Защитники животных считают, что лишь в этом случае собаке или другому зверю будет гарантирована безболезненная смерть.
Использование угарного газа (окиси углерода) считается ими условно допустимым средством. При этом, по их мнению, не допускается использование газа для умерщвления беременных животных, щенков, а также в государствах, где есть возможность использования пентобарбитала для усыпления. HSUS считает недопустимым использование угарного газа в случае, если животные не имеют возможности располагаться удобно в камере и если она переполнена. Для перевозбужденных животных HSUS требует предварительное использование наркотиков.
По мнению HSUS, бесчеловечными методами усыпления являются: кофеин, хлоралгидрат, сульфат магния, хлористый калий, а также любое сочетание пентобарбитала с миорелаксантами, закись азота, препарат Т-61 и его аналоги, вызывающие мучительную смерть от удушья, внутрисердечные инъекции для животных, находящихся в сознании.
Национальная Ассоциация по контролю над животными США считает усыпление бездомных животных вынужденной мерой, в случае если нет возможности их пристройства новым хозяевам, ввиду ряда опасностей, которые сопряжены с их свободным обитанием как для них самих, так и для других животных, а также людей. В качестве таковых причин называется эпидемическая опасность, угроза дикой фауне, нападение бродячих собак на домашних животных, могущее повлечь их гибель и тем самым спровоцировать жестокость со стороны их хозяев, а также потенциальная угроза ДТП в условиях густонаселенных городов.

## Практика усыпления бездомных животных в России

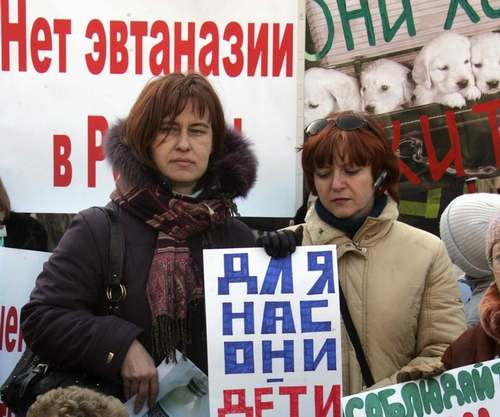
Митинг, организованный ВИТА, против возвращения к практике уничтожения бездомных животных. Москва, 2008 год

Практика усыпления невостребованных бездомных животных планировалась к внедрению в московских муниципальных приютах для бездомных животных.
Против этого метода некоторые борцы за права животных, считающие недопустимым лишение жизни любых живых существ. На митинге против возвращения к практике уничтожения бездомных животных в Москве в 2009 году защитники прав животных выступали под лозунгами «Нет — эвтаназии бездомных животных».
В 2025 году по инициативе Володина, депутаты Государственной Думы, в том числе Останина, внесли законопроект запрете выпуска в места отлова и об умерщвлении безнадзорных животных, независимо от состояния здоровья и агрессивности, в целях защиты детей, что предполагает сворачивание ранее проводимой программы ОСВВ (отлов-стерилизация-вакцинация-возврат). Между тем, согласно докладу уполномоченного при Президенте Российской Федерации по правам ребенка следует, что чаще всего сегодня дети гибнут по трем причинам: в 50,2% всех случаев от действий преступников, в 16,9% — в ДТП, в 12,2% — накладывают на себя руки. На пожары приходится 8% всех смертей подростков; утонувших, выпавших из окон и погибших на ж/д путях — чуть более 2%. И лишь 0,1% всех случаев приходится на гибель от животных, включая крокодилов, львов, тигров, змей, лошадей, диких и экзотических животных, а также собак (причем как бездомных, так и имеющих владельца вместе взятых).
Против этого законопроекта, иногда называя его «фашистским» высказались многие волонтёры и общественные деятели, несколько видеообращений к Президенту записали военнослужащие ВС РФ, а также дети со всей России. По данным независимых опросов более 2/3 опрошенных против принятия этого законопроекта и считают, что он совершенно не направлен на решение проблемы бездомных животных, поскольку первопричина их существования в людях, которые выбрасывают их на улицу.
«В 1990-е уже практиковалась эвтаназия. Этот опыт показал, что такие методы неэффективны, потому что животных при этом не становилось меньше и проблема не решалась», — сказала координатор фонда помощи бездомным животным «Рэй» Наталья Цветкова. По ее словам, программа ОСВВ доказала свою эффективность в тех регионах, где на нее выделялись деньги и ее положения реализовывались, проблема с бездомными животными решалась.
В 2024 году Конституционный Суд Российской Федерации по запросу ВС Бурятии запретил произвольно (то есть всех подряд, без особых оснований, просто по факту их существования) умерщвлять всех безнадзорных животных, и постановил, что произвольное умерщвление животных без владельца противоречит Конституции Российской Федерации и означает отказ органов публичной власти от исполнения своих функций.
Сенатор Клишас так же заявил, что внесенный в Государственную Думу законопроект противоречит Конституции Российской Федерации.

## Статистика
По данным Общества защиты животных Соединённых Штатов HSUS, ежегодно в муниципальных приютах усыпляется до 3—4 миллионов собак и кошек из-за отсутствия желающих забрать их и постоянного поступления новых питомцев.
В 2009 году в Англии из отловленных 170 тысяч бездомных собак 9 тысяч были усыплены, что составляет менее 10 процентов отловленных животных.